# Los Ángeles (Sinaloa)
Los Ángeles es una localidad situada en el municipio de Guasave en el estado de Sinaloa (México). De acuerdo al censo del 2020, tiene una población total de 4,783 habitantes. Es la séptima localidad más poblada del municipio y está a una altitud promedio de 21 m s. n. m.

## Geografía

### Localización
La localidad de Los Ángeles se sitúa en las coordenadas 25°36′10″N 108°28′50″O / 25.60278, -108.48056; está a una altitud promedio de 21 metros sobre el nivel del mar. Está ubicada dentro del municipio de Guasave al norte del estado de Sinaloa.

#### Distancias
- Guasave, 6 km
- Guamúchil, 48 km
- Los Mochis, 62 km
- Culiacán, 163 km
- Mazatlán, 355 km

### Clima
La localidad tiene un clima semiárido-cálido. Según el Servicio Meteorológico Nacional, tiene una temperatura media anual de 24.5 °C y una precipitación media anual de 460.4 milímetros cúbicos. La temperatura más alta registrada fue de 45 °C en las fechas 26 de agosto de 1978 y 23 de septiembre de ese mismo año y la temperatura más baja registrada fue de -1.0 °C el 6 de enero de 1971. 
| Parámetros climáticos promedio de El Nudo, 6 km al sur | Parámetros climáticos promedio de El Nudo, 6 km al sur | Parámetros climáticos promedio de El Nudo, 6 km al sur | Parámetros climáticos promedio de El Nudo, 6 km al sur | Parámetros climáticos promedio de El Nudo, 6 km al sur | Parámetros climáticos promedio de El Nudo, 6 km al sur | Parámetros climáticos promedio de El Nudo, 6 km al sur | Parámetros climáticos promedio de El Nudo, 6 km al sur | Parámetros climáticos promedio de El Nudo, 6 km al sur | Parámetros climáticos promedio de El Nudo, 6 km al sur | Parámetros climáticos promedio de El Nudo, 6 km al sur | Parámetros climáticos promedio de El Nudo, 6 km al sur | Parámetros climáticos promedio de El Nudo, 6 km al sur | Parámetros climáticos promedio de El Nudo, 6 km al sur |
| Mes                                                    | Ene.                                                   | Feb.                                                   | Mar.                                                   | Abr.                                                   | May.                                                   | Jun.                                                   | Jul.                                                   | Ago.                                                   | Sep.                                                   | Oct.                                                   | Nov.                                                   | Dic.                                                   | Anual                                                  |
| ------------------------------------------------------ | ------------------------------------------------------ | ------------------------------------------------------ | ------------------------------------------------------ | ------------------------------------------------------ | ------------------------------------------------------ | ------------------------------------------------------ | ------------------------------------------------------ | ------------------------------------------------------ | ------------------------------------------------------ | ------------------------------------------------------ | ------------------------------------------------------ | ------------------------------------------------------ | ------------------------------------------------------ |
| Temp. máx. abs. (°C)                                   | 35.0                                                   | 37.5                                                   | 38.0                                                   | 40.5                                                   | 41.5                                                   | 42.5                                                   | 44.0                                                   | 45.0                                                   | 45.0                                                   | 42.5                                                   | 41.0                                                   | 36.5                                                   | 45.0                                                   |
| Temp. máx. media (°C)                                  | 27.4                                                   | 28.6                                                   | 30.1                                                   | 32.6                                                   | 34.7                                                   | 36.0                                                   | 36.5                                                   | 36.0                                                   | 35.9                                                   | 35.2                                                   | 32.3                                                   | 28.4                                                   | 32.8                                                   |
| Temp. media (°C)                                       | 18.5                                                   | 19.2                                                   | 20.3                                                   | 22.6                                                   | 25.2                                                   | 28.7                                                   | 30.3                                                   | 30.0                                                   | 29.7                                                   | 27.1                                                   | 23.0                                                   | 19.5                                                   | 24.5                                                   |
| Temp. mín. media (°C)                                  | 9.6                                                    | 9.7                                                    | 10.5                                                   | 12.5                                                   | 15.7                                                   | 21.4                                                   | 24.1                                                   | 23.9                                                   | 23.4                                                   | 19.0                                                   | 13.7                                                   | 10.7                                                   | 16.2                                                   |
| Temp. mín. abs. (°C)                                   | -1.0                                                   | 1.0                                                    | 2.0                                                    | 5.0                                                    | 7.0                                                    | 11.5                                                   | 18.5                                                   | 19.0                                                   | 16.0                                                   | 5.0                                                    | 5.0                                                    | 1.0                                                    | -1.0                                                   |
| Precipitación total (mm)                               | 20.0                                                   | 10.7                                                   | 4.2                                                    | 0.0                                                    | 2.1                                                    | 5.5                                                    | 84.9                                                   | 146.5                                                  | 104.2                                                  | 45.5                                                   | 14.6                                                   | 22.2                                                   | 460.4                                                  |
| Días de precipitaciones (≥ 1 mm)                       | 1.6                                                    | 0.9                                                    | 0.6                                                    | 0.0                                                    | 0.2                                                    | 0.9                                                    | 8.1                                                    | 9.8                                                    | 7.0                                                    | 2.5                                                    | 1.2                                                    | 2.0                                                    | 34.8                                                   |
| Fuente: Servicio Meteorológico Nacional                |                                                        |                                                        |                                                        |                                                        |                                                        |                                                        |                                                        |                                                        |                                                        |                                                        |                                                        |                                                        |                                                        |